# George Vane-Tempest (5e marquis de Londonderry)
Pour les articles homonymes, voir Vane-Tempest, Vane (homonymie) et Tempest.
George Henry Robert Charles William Vane-Tempest, 5e marquis de Londonderry, (26 avril 1821 - 6 novembre 1884), titré vicomte Seaham entre 1823 et 1854 et connu sous le nom de comte Vane entre 1854 et 1872, est un aristocrate britannique, homme d'affaires, diplomate et homme politique conservateur. 

## Jeunesse et éducation
Né George Vane, il est le fils aîné de Charles Vane (3e marquis de Londonderry), et de sa seconde épouse Frances Anne, fille et héritière de Henry Vane-Tempest, 2e baronnet. Il est le neveu du deuxième marquis, mieux connu sous le nom d'homme d'État Lord Castlereagh, et le demi-frère de Frederick Stewart (4e marquis de Londonderry). Il fait ses études au Collège d'Eton et au Balliol College, Oxford. Il est connu sous le titre de courtoisie de vicomte Seaham en 1823 lorsque son père est créé comte Vane et vicomte Seaham, avec le reste pour ses fils de sa deuxième épouse . 

## Carrière politique et diplomatique
Le vicomte Seaham entre dans les 1st Life Guards, achetant une lieutenance le 7 février 1845 et prenant sa retraite le 5 mai 1848. Il est élu député pour Durham North en 1847, un siège qu'il occupe jusqu'en 1854, quand il succède à son père comme comte Vane et est entré à la Chambre des lords. En 1867, il est envoyé en mission spéciale en tant qu'envoyé extraordinaire en Russie auprès de l'empereur Alexandre II, pour conférer à l'empereur l'Ordre de la Jarretière. 
Lorsque son demi-frère meurt sans enfant en 1872, il hérite des domaines de la famille. Deux ans plus tard, il est nommé chevalier de l'Ordre de Saint-Patrick. En 1880, il est devenu Lord Lieutenant de Durham, poste qu'il occupe jusqu'à sa mort quatre ans plus tard. 
Il est nommé lieutenant-colonel commandant du 2e (Seaham) Durham Artillery Volunteer Corps le 26 mars 1864. Il s'agissait d'une unité à temps partiel recrutée en grande partie dans la mine de charbon Seaham, et son jeune frère et plus tard deux de ses fils sont également devenus officiers de l'unité. Son fils aîné prend le commandement en 1876,. 

## Intérêts commerciaux
Lord Londonderry gère les domaines de son beau-père, qui comprennent des carrières d'ardoise autour de Corris, et est l'un des premiers promoteurs du Corris Railway, créé pour transporter l'ardoise des carrières aux marchés. Il siège au conseil d'administration des Cambrian Railways, à la fin en tant que président. Il possède des mines de plomb à Van près de Llanidloes et est un des créateurs du Van Railway qui reliait les mines à la ligne principale Cambrian Railways à Caersws.

## Famille
Lord Londonderry épouse Mary Cornelia Edwards, fille de John Edwards, 1er baronnet, le 3 août 1846. Ils se sont installés à Plas Machynlleth, le siège de la famille Edwards, et ont six enfants: 
- Charles Vane-Tempest-Stewart (6e marquis de Londonderry) (1852–1915)
- Henry John Vane-Tempest (1er juillet 1854 - 28 janvier 1905)
- Herbert Lionel Henry Vane-Tempest (6 juillet 1862-26 janvier 1921) président du Cambrian Railways, tué dans une collision de train à Abermule
- Frances Cornelia Harriet Vane-Tempest (v.1851 - 2 mars 1872)
- Alexandrina Louise Maud Vane-Tempest (8 novembre 1863 - 31 juillet 1945)[5], épouse Wentworth Beaumont (1er vicomte Allendale)
- Lady Avarina Mary Vane-Tempest (v.1858 - 26 juin 1873)

Lord Londonderry est décédé en novembre 1884, à l'âge de 63 ans, et son fils aîné, Charles, lui succède. 
La marquise de Londonderry continue à habiter à Plas Machynlleth, où elle accueille la princesse Alexandra, la princesse de Galles, en 1897. Lady Londonderry est décédée en septembre 1906 . 
Le sixième marquis quitte Machynlleth, mais Lord Herbert Vane-Tempest reste résident au Plas et est également président du Cambrian Railways, jusqu'à ce qu'il soit tué dans la collision du train Abermule. La famille a donné le Plas aux citadins après la Seconde Guerre mondiale. 
La sœur du 5e marquis, Lady Frances Anne Emily Vane (1822-1899), épouse John Spencer-Churchill (7e duc de Marlborough), et est la mère de Randolph Churchill et la grand-mère de Winston Churchill. À la mort de Lord Herbert sans descendant, une fiducie établie par sa grand-mère Frances Anne passe à Winston, son cousin issu de germain, lui permettant d'acheter Chartwell.